# Ehenbichl
Ehenbichl (mundartlich Eachabichl [ˈeːɐ̯xaˌpɪçl]) ist eine Gemeinde mit 839 Einwohnern (Stand 1. Jänner 2025) im Bezirk und Gerichtsbezirk Reutte in Tirol (Österreich).

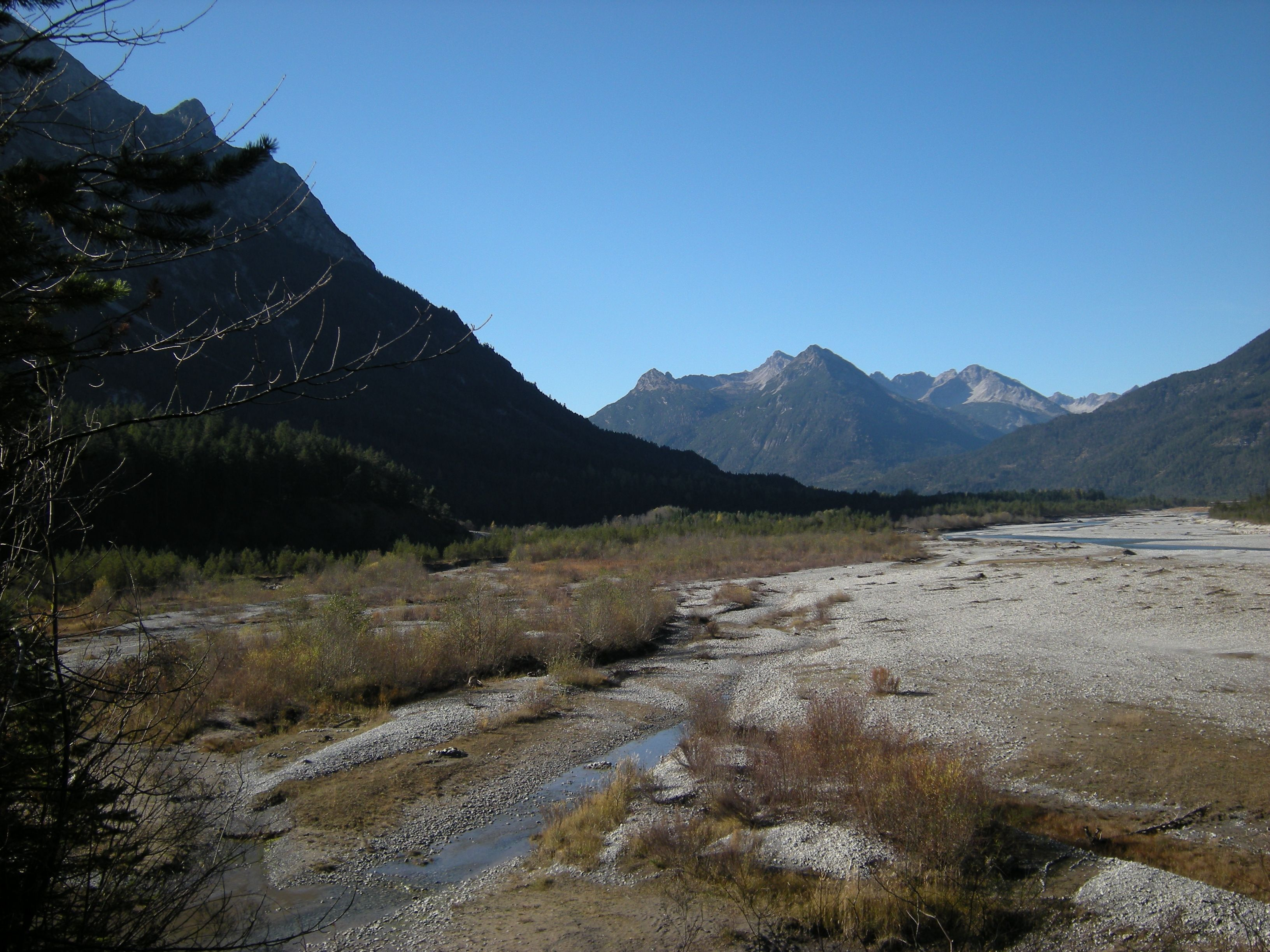
Das Lechtal westlich von Rieden

## Geographie
Die Gemeinde liegt im Talkessel von Reutte, wobei Ehenbichl von diesem Ort durch den 939 Meter hohen Hügel Sintwag getrennt ist und sich abseits der Hauptverkehrsrouten befindet. Die Besiedelung erstreckt sich über eine vom Lech geschaffene Geländestufe, die eine sanfte Talschulter darstellt. Der Lech bildet auch die Gemeindegrenze. Der Ortsteil Rieden liegt im Südwesten, nahe Weißenbach am Lech.

### Gemeindegliederung
Das Gemeindegebiet umfasst folgende zwei Ortschaften (Einwohner Stand 1. Jänner 2025):
- Ehenbichl (704)
- Rieden (135)

### Nachbargemeinden
|                    | Lechaschau                                  |        |
| Höfen              | Kompassrose, die auf Nachbargemeinden zeigt |        |
| Weißenbach am Lech |                                             | Reutte |

## Geschichte
Der Ort wurde an der Stelle gegründet, wo die Straße vom Fernpass nach Reutte den Lech überquert. Die erste urkundliche Erwähnung erfolgte im Jahr 1016 als Standort der Hütten des Eisenabbaus. Der Name kommt vom Gerichtsort Ehrenberg, wobei Ehe die Bedeutung von Recht hat und Bichl ein kleiner Hügel ist. Weiter urkundliche Erwähnungen stammen aus den Jahren 1404 Ehenbühel und 1493 Echenbichl.
Die Bedeutung des Ortes als Überfuhrplatz über den Lech zeigt ein Fresko der Heiligen Christophorus und Sebastian aus der ersten Hälfte des 15. Jahrhunderts am Haus Unterried 18. Dies ging verloren, als 1464 eine Brücke bei Lechaschau gebaut wurde. Als im 17. Jahrhundert der Richter von Ehrenberg nach Reutte übersiedelte, verlor Ehenbichl weiter an Bedeutung, umso mehr als zwischenzeitlich auch das Hüttenwesen eingestellt worden war.
Seit 1833 ist Ehenbichl eine eigenständige politische Gemeinde.

### Bevölkerungsentwicklung

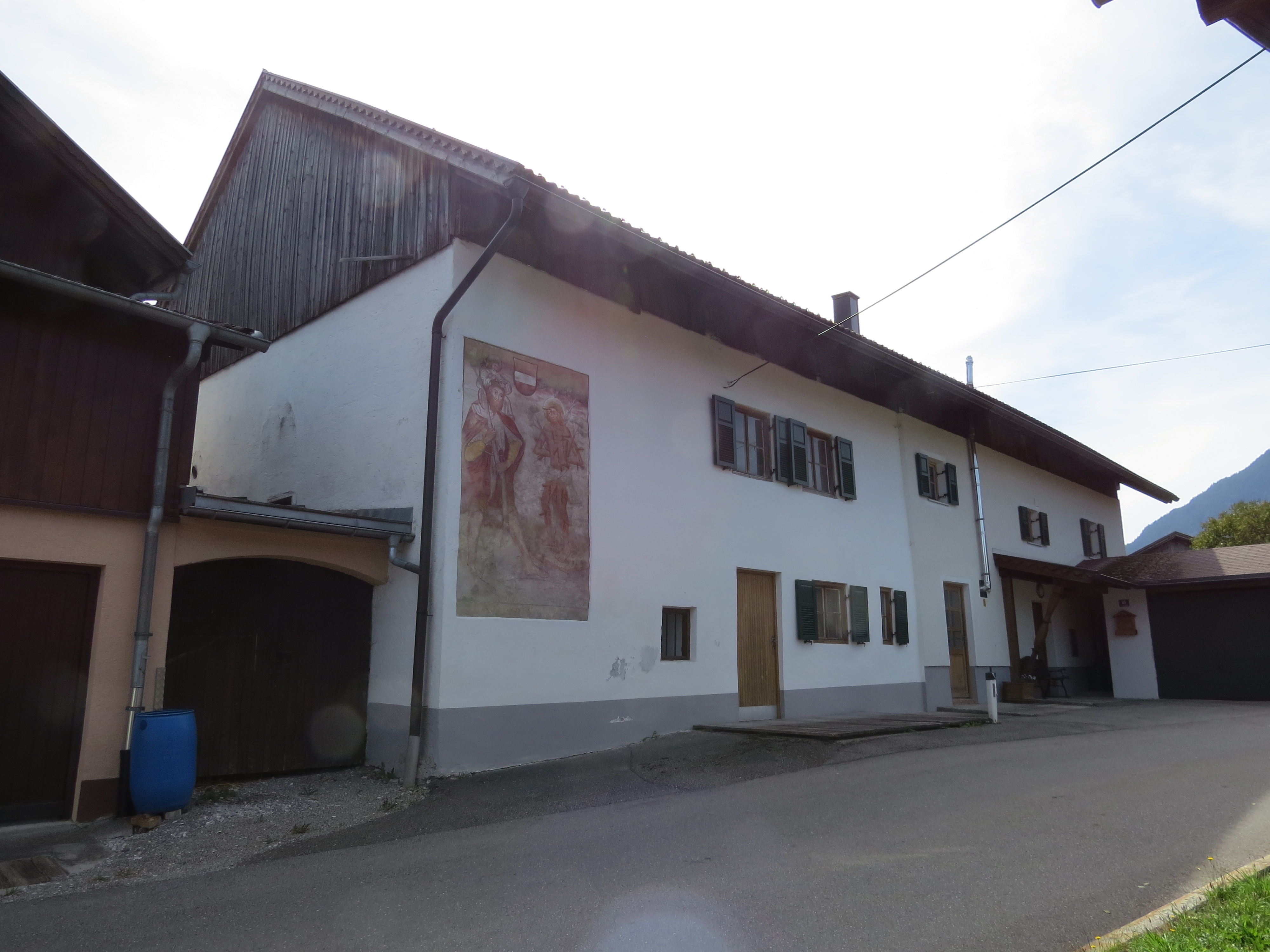
Fresken Heiliger Christophorus und Sebastian

## Kultur und Sehenswürdigkeiten

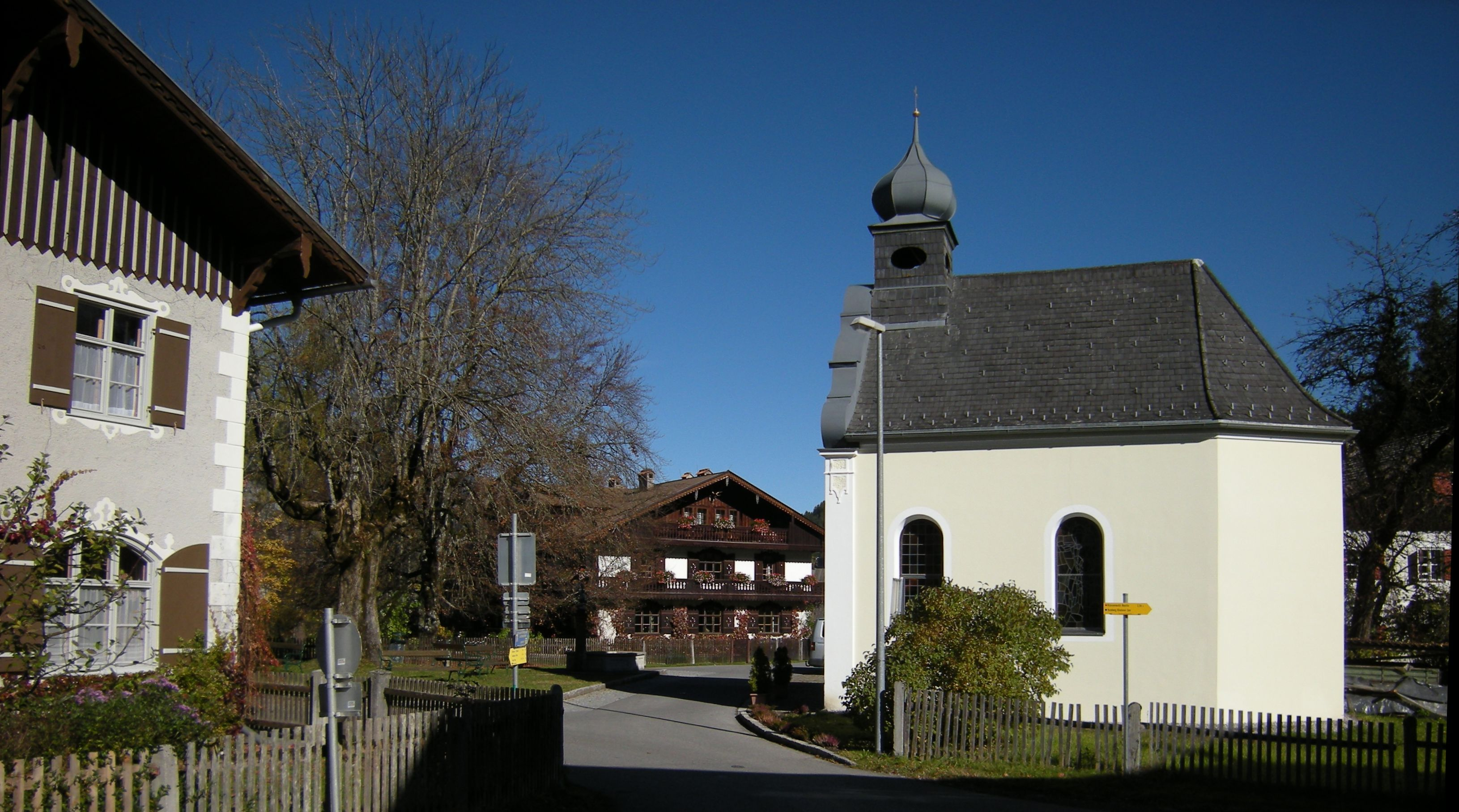
Georgskapelle in Rieden

### Bauwerke
- Ortskapelle
- Georgskapelle
- Fresken Heiliger Christophorus und Sebastian aus dem 15. Jahrhundert

### Römerstraße und  Radwege
Ehenbichl liegt am Fernradweg, der als Via Claudia Augusta entlang einer gleichnamigen antiken Römerstraße verläuft.

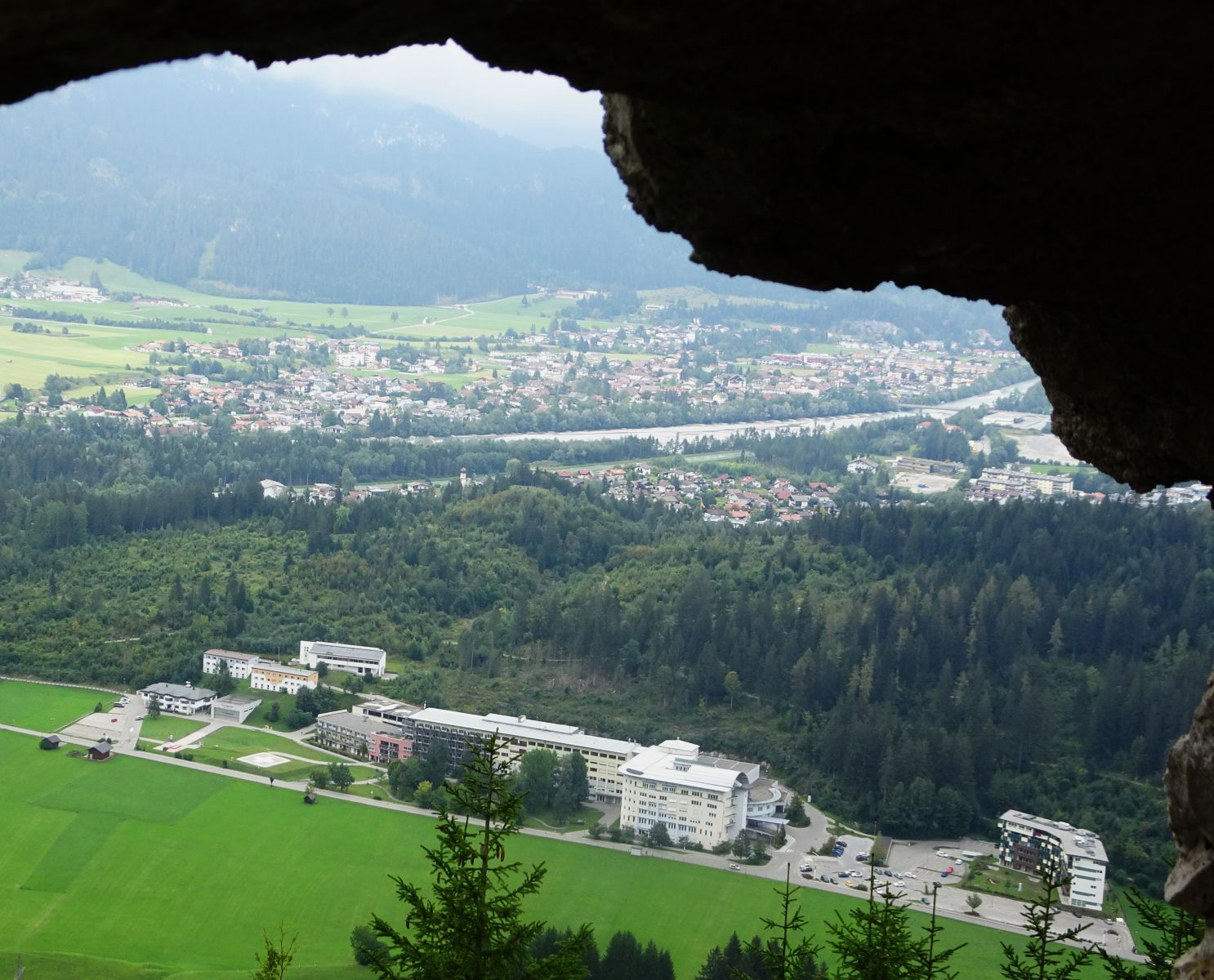
Bezirkskrankenhaus Reutte vor dem Sintwag

## Wirtschaft und Infrastruktur

### Wirtschaftssektoren, Arbeitsplätze
Im Jahr 2011 gab es rund 600 Arbeitsplätze in Ehenbichl. Davon entfielen drei auf die Landwirtschaft, siebzehn auf den Produktionssektor und mehr als 96 Prozent auf Dienstleistungen. Mehr als 500 Arbeitsplätze entfielen auf den Bereich soziale und öffentliche Dienste. Das ist darauf zurückzuführen, dass das Krankenhaus Reutte auf Gemeindegrund steht.
Von den 384 Erwerbstätigen, die 2011 in Ehenbichl lebten, arbeiteten knapp 100 in der Gemeinde, drei Viertel pendelten aus. Dafür kamen mehr als 500 Menschen aus der Umgebung zur Arbeit nach Ehenbichl.

### Fremdenverkehr
Die Anzahl der Übernachtungen in der Gemeinde stiegen von unter 20.000 im Jahr 2010 auf über 30.000 im Jahr 2019. Die Gäste kommen hauptsächlich im Sommer, es gibt aber auch eine kleine Spitze im Februar.

## Politik

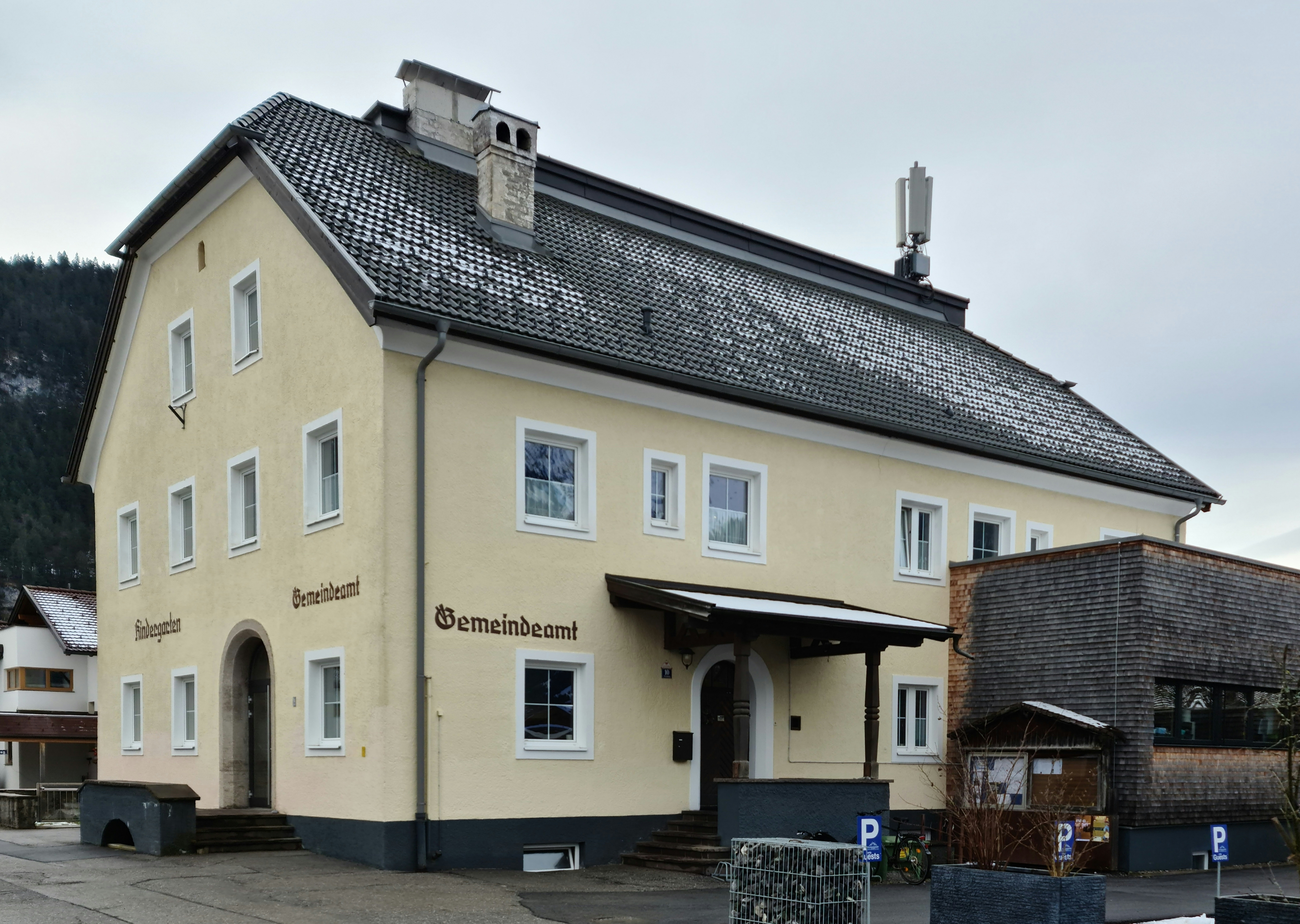
Gemeindeamt

### Gemeinderat
Für den Gemeinderat werden elf Mandatare gewählt:
| Partei                                        | 2010  | 2010    | 2016  | 2016    | 2022  | 2022    |
| Partei                                        | %     | Mandate | %     | Mandate | %     | Mandate |
| --------------------------------------------- | ----- | ------- | ----- | ------- | ----- | ------- |
| Unabhängige Gemeindeliste - Wir für Ehenbichl | 49,89 |         | 75,67 | 9       | 79,43 | 9       |
| Füreinander/Miteinander - Wir für Rieden      | 10,61 |         | 24,33 | 2       | 20,57 | 2       |
| Bürgerliste Ehenbichl-Rieden                  | 39,50 |         |       |         |       |         |

### Bürgermeister
Bürgermeister von Ehenbichl ist Wolfgang Winkler.

### Wappen
Blasonierung: Von Grün und Gold gespalten, das grüne Feld im Schildhaupt mit Gold gezinnt, im goldenen Feld eine schwarze Hirschstange. Die Farben der Gemeindefahne sind Grün-Gelb.
Das Gemeindewappen wurde 1983 verliehen. Die Zinnen verweisen auf die an der Gemeindegrenze liegende Burg Ehrenberg, die Hirschstange erinnert an den einstigen landesfürstlichen Tiergarten und den Wildreichtum in der Gegend.

## Persönlichkeiten

### Söhne und Töchter der Gemeinde
- Maria Scheiber (* 1961), Politikerin (Grüne), Abgeordnete zum Tiroler Landtag 1999–2012
- Sabine Ginther (* 1970), Skirennläuferin
- Thomas Ebner (* 1971), Leichtathlet
- Markus Inderst (* 1974), Journalist, Buchautor und Fotograf
- Sonja Ledl-Rossmann (* 1974), Politikerin (ÖVP), Mitglied des österreichischen Bundesrates 2013–2018, Präsidentin des Tiroler Landtages seit 2018
- Josef Strobl (* 1974), Skirennläufer
- Ursula Wex (* 1975), Musikerin, Mitglied der Wiener Philharmoniker[14]
- Florian Rudig (* 1980), Fernseh- und Eventmoderator
- Stefan Zaggl (* 1980), Politiker (SPÖ), Mitglied des österreichischen Bundesrates seit 2018
- Carina-Maria Rief (* 1981), Schauspielerin und Sprecherin
- Michael Wolf (* 1981), Eishockeyspieler
- Nicole Hosp (* 1983), Skirennläuferin
- Tamara Olorga (* 1988), Musikerin
- Arthur Pauli (* 1989), Skispringer
- Julia Sörgel (* 1994), Radsportlerin
- Mateo Karamatic (* 2001), Fußballspieler
- Nicolas Ostheimer (* 2005), Trialfahrer